# Cultul imperial în Roma antică
Cultul imperial roman (în latină cultus imperatorius) a fost un cult imperial care îi identifica pe împărații Romei și pe unii dintre membrii familiei imperiale cu divinități deținătoare ale dreptului divin de a conduce (auctoritas) statul roman.